# Pentidotea australis
Pentidotea australis är en kräftdjursart som beskrevs av Hale 1924. Pentidotea australis ingår i släktet Pentidotea och familjen tånglöss. Inga underarter finns listade i Catalogue of Life.